# Gendarmeria Real do Camboja
A Gendarmeria Real do Camboja (em quemer:  កងរាជអាវុធហត្ថ), ou "Polícia Militar", é um ramo das Forças Armadas do Camboja e é responsável pela manutenção da ordem pública e a segurança interna do Camboja. 
A unidade militar tem uma força de 10000 soldados distribuídos em todas as províncias. Seu quartel general está localizado em Phnom Penh, com uma unidade de cadeia de comando com o Alto Comando das Reais Forças Armadas do país. A Gendarmaria está sob o supervisão direta de um comandante com uma patente equivalente a tenente general. O Alto Comando é responsável pelo monitoramento de todas as unidades da Gendarmaria, bem como seu treinamento. O atual comandante é o tenente general Sao Sokha, a antigo guarda-costas e conselheiro pessoal do primeiro ministro cambojano Hun Sen.

## Deveres
Os deveres da Gendarmeria Real do Camboja são:
- Restaurar a paz e a estabilidade se elas estiverem enfrentando graves distúrbios
- Contra terrorismo
- grupos de enfrentamento à violência
- Reprimir protestos em prisões

Seus deveres no policiamento civil incluem: prover segurança e paz pública; investigar e prevenir o crime organizado, terrorismo e outros grupos violentos; proteger a propriedade pública e privada; ajudar e auxiliar na defesa civil e outras forças de emergência em caso de desastres naturais, distúrbios civis e conflitos armados.
Seus deveres militares incluem: preservar e proteger a segurança nacional, o Estado, a propriedade, a paz e a ordem pública e assistir outras forças de segurança em caso de emergência, distúrbios civis, apoio em caso de lei marcial; lutar e prender suspeitos, terroristas e outros grupos violentos.

## Organização
A Gendarmeria Real cambojana consiste em 10 batalhões, cada um com cerca de 500 a 1000 policiais-militares. As principais bases localizam-se em Phnom Penh.
A Gendarmeria monitora todas as vinte e quatro províncias e cento e oitenta e seis distritos. As unidades incluem: um grupamento móvel, consistindo em seus unidades de intervenção, um batalhão de intervenção móvel, uma de cavalaria, e quatro de infantaria, baseadas em Phnom Penh. A escola de treinamento da Gendarmeria está localizada na comuna de Kambol, Província de Kandal.